# Janna Friske
Janna Vladimirovna Friske (en russe : Жанна Владимировна Фриске), née à Moscou (Russie) le 8 juillet 1974 et morte à Balachikha (Russie) le 15 juin 2015, est une actrice, chanteuse, mannequin et mondaine russe. Elle a été membre du girl group Blestyashchie.

## Biographie
Née le 8 juillet 1974 à Moscou, l'un des jumeaux[incompréhensible]. Le frère est décédé peu de temps après sa naissance des suites d'une maladie génétique.
Elle a étudié à l'école secondaire n° 406 du district de Moscou Perovo (diplômée en 1991). Participation à des spectacles amateurs scolaires. Elle étudie la gymnastique rythmique et l'acrobatie, fréquente un studio de ballet et une école de danse de salon.
Après avoir obtenu son diplôme, elle a essayé d'entrer à la Faculté de philosophie de l'Université d'État de Moscou, mais n'a pas réussi les examens ; afin de ne pas perdre un an, elle entre à l'Université d'État de Moscou à la Faculté d'études culturelles, d'où elle est transférée à la Faculté de journalisme, mais n'obtient pas de diplôme. Pendant une courte période, elle a travaillé comme directrice des ventes de mobilier de bureau.
En 1996, elle commence sa carrière créative au sein du groupe de musique populaire « Brilliant ». D’abord comme directrice artistique, elle participe à la chorégraphie de danses et à la création d’images scéniques, puis comme chanteuse. Pendant le travail de Friske dans le groupe, 4 disques ont été enregistrés et 3 programmes de concerts ont été publiés. La partenaire de Friske dans le groupe était Olga Orlova, avec qui Friske est restée amie pour le reste de sa vie.
En 2003, elle participe à l'émission de téléréalité « The Last Hero-4 », dans laquelle elle atteint la finale. Immédiatement après son retour de l'île où a eu lieu le tournage, Janna Friske a annoncé son départ du groupe et le début d'une carrière solo.

## Filmographie

### Au cinéma
- 2004 : Night Watch (Nochnoy dozor) : Alisa
- 2006 : Day Watch (Dnevnoy dozor) : Alisa
- 2010 : What Men Talk Abou (O chyom govoryat muzhchiny : Friske
- 2010 : Who Am I? (Kto ya?) : Anna Levina - aktrisa
- 2011 : What Men Still Talk About 2 (O chyom eshchyo govoryat muzhchiny)
- 2013 : The Parrot Club (Popugay Club) (voix)
- 2013 : Odnoklassniki.ru: naCLICKay udachu